# Olsztyński Pułk Obrony Terytorialnej
Olsztyński Pułk Obrony Terytorialnej im. ppor. Zbigniewa Kozłowskiego – oddział obrony terytorialnej ludowego Wojska Polskiego.

## Formowanie i zmiany organizacyjne
Olsztyński Pułk Obrony Terytorialnej został sformowany na podstawie rozkazu Ministra Obrony Narodowej Nr 010/OTK z dnia 6 maja 1963 roku i zarządzenia Szefa Sztabu Generalnego WP Nr 069/Org. z dnia 6 maja 1963 roku.
Jednostka została zorganizowana w terminie do dnia 30 maja 1963 roku, poza normą wojska, w garnizonie Biskupiec Reszelski, według etatu pułku OT kategorii „A”. Następnie oddział został dyslokowany do Olsztyna.
Minister Obrony Narodowej rozkazem Nr 20/MON z dnia 24 kwietnia 1965 roku nadał pułkowi imię ppor. Zbigniewa Kozłowskiego.
Na podstawie zarządzenia szefa Sztabu Generalnego WP Nr 033/Org. z dnia 14 czerwca 1986 roku pułk został rozformowany.

## Struktura organizacyjna pułku
- dowództwo i sztab[3]
- 4-6 kompanii piechoty a. 3 plutony piechoty i pluton ckm
- kompania specjalna a. pluton saperów, pluton łączności i pluton chemiczny
- pluton zaopatrzenia